# Bogdan Baltazar
Bogdan Baltazar (n. 22 septembrie 1939, București - 28 decembrie 2012) a fost un economist și bancher român, fost director al BRD între 1998-2004.
A lucrat ca asistent universitar în cadrul Politehnicii din București, în perioada 68-71 ca analist financiar și șef de proiecte preinvestiții în cadrul Diviziei de Resurse Natural și Transporturi din cadru ONU la New York.
A mai fost și Secretar diplomatic MAE între 1971 și 1978.
Ulterior, până în 1981 a fost directorul direcției Africa din MAE și coordonator al relațiilor de colaborare economică și financiară cu țările zonei.
Căzut în dizgrația regimului comunist, a fost îndepărtat din MAE în 1981 și trimis să lucreze ca inginer la Întreprinderea de Anvelope Danubiana.
După Revoluție, însă, a revenit la MAE, ocupând funcția de director general al Direcțiilor America de Nord și de Sud.
Între octombrie 1990 și iulie 1991, Baltazar a fost secretar de stat, șef al Departamentului de informații publice și purtător de cuvânt al Guvernului.